# 1525 Savonlinna
Az 1525 Savonlinna (ideiglenes jelöléssel 1939 SC) a Naprendszer kisbolygóövében található aszteroida. Yrjö Väisälä fedezte fel 1939. szeptember 18-án, Turkuban.